# 鉄道の車両番号

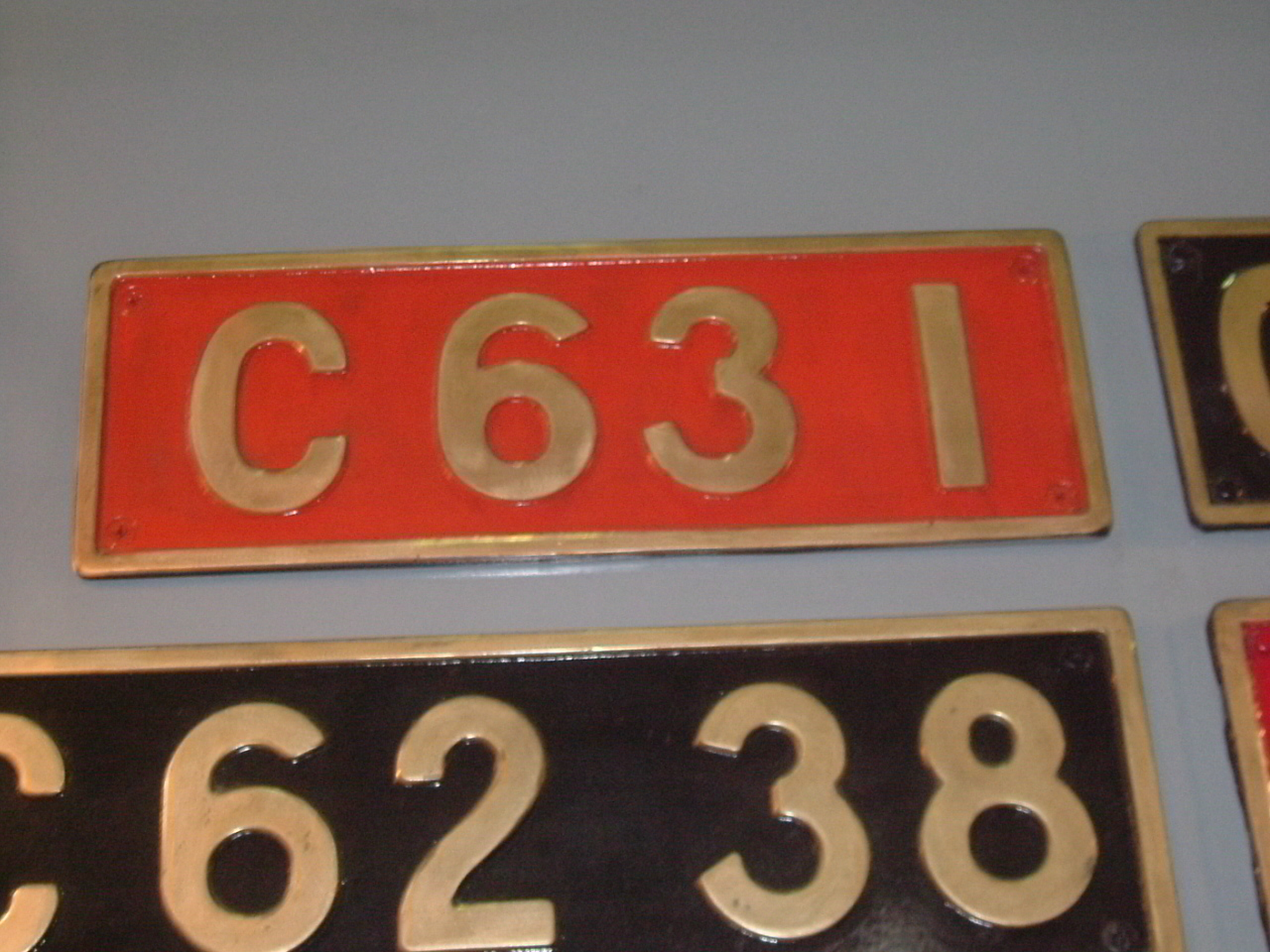
国鉄蒸気機関車のナンバープレート

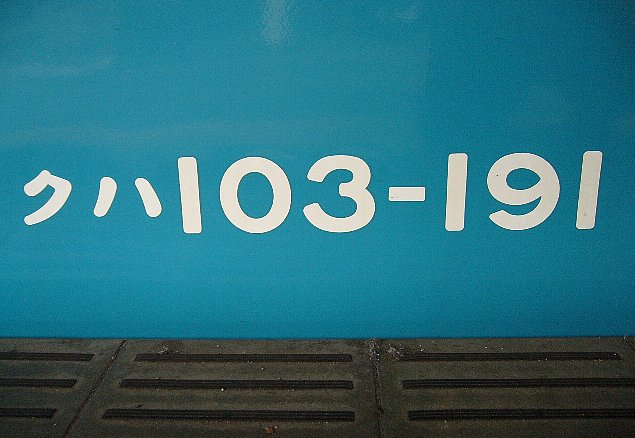
国鉄からJRへ継承されてきた書体
（103系）

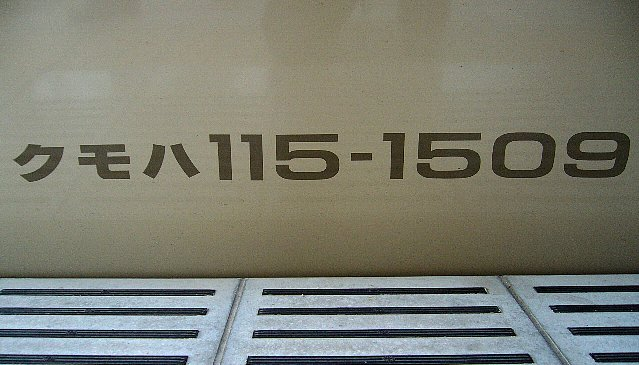
JR西日本が導入した
モリサワ新ゴ書体
（115系リニューアル改造車）

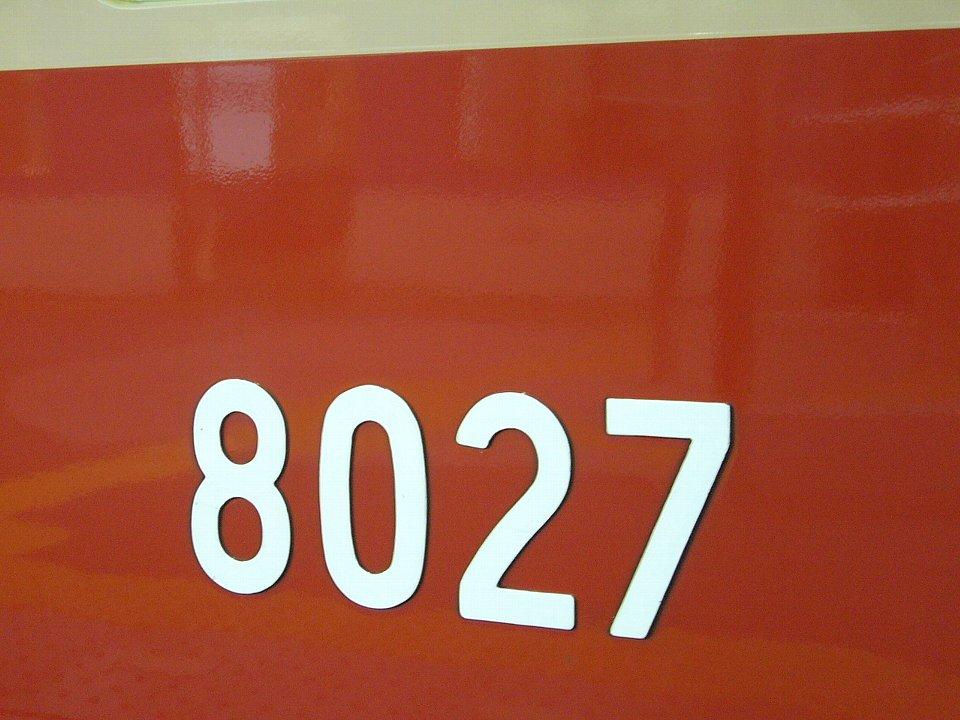
阪神の車番書体
（8000系）

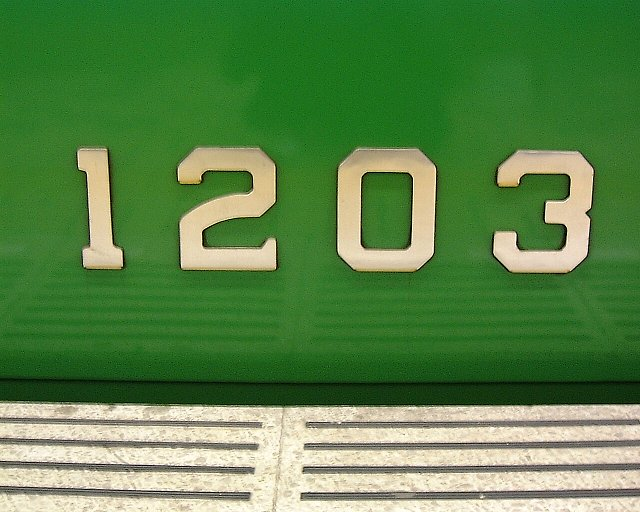
神戸市営地下鉄の車番書体
（1000形）

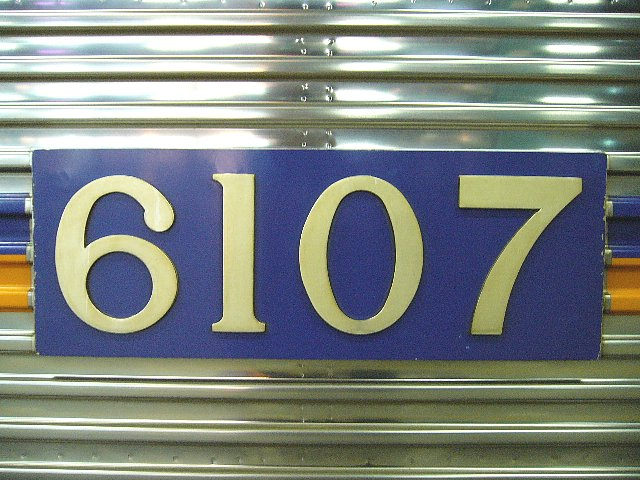
南海の車番書体
（6100系、現在は6300系）

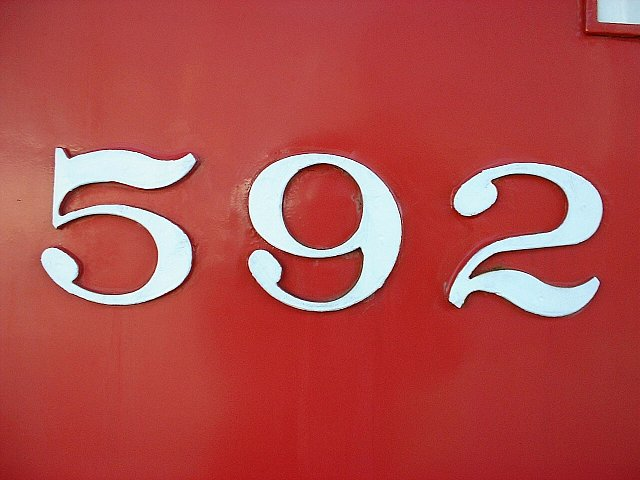
名鉄の車番書体
（モ590形、現在廃車譲渡）

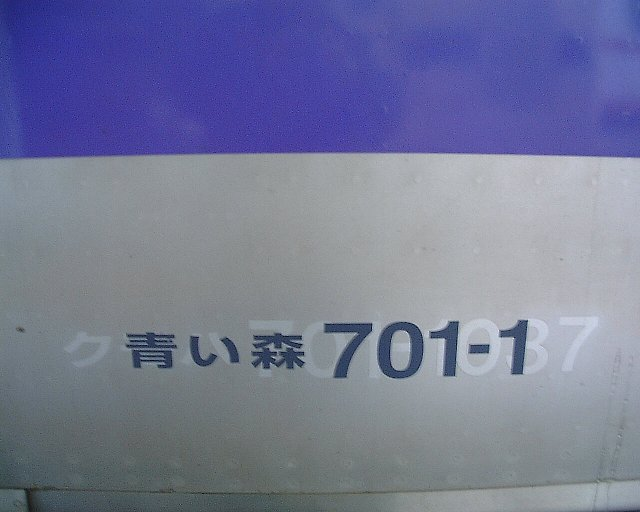
青い森鉄道の車番書体
（元JR東日本701系 漢字と平仮名が含まれている。JRから引き継いだため、「クモハ701-1037」という車番の書かれた跡が見える。）

鉄道の車両番号（てつどうのしゃりょうばんごう）は、鉄道車両1両ごとに付与される固有の記号番号のこと。車番（しゃばん）または車号（しゃごう）と略されることもある。
形式称号（○○形、○○型、○○系などの○○の部分）を含んでいる場合が多いが、絶対ではない。
○○形、○○型とは、デザイン・性能などが同じ制御車・付随車・動力車に与えられる番号のこと。○○系とは、一連の○○形、○○型の車両群のこと。

## 概要
同じ鉄道事業者に在籍する他の車両との区別のため、車両の管理上の必要から付されるもので、ほとんどの国家では、同じ記号番号をもつ車両が同時に同じ鉄道事業者に在籍することは通常ないが、かつての日本国鉄をはじめ、まれに2両以上の記号番号が同時に在籍することがある（→二車現存）。
なお、かつての殖民軌道では、車両番号が付されないこともあった。
日本においては、多くの場合はアラビア数字のみ、または片仮名との併記で表される。数字のみならずアルファベット・平仮名・ローマ数字・漢字などを用いることもある。番号は形式に関連付けられていることが多いが、形式と番号を完全に分離して併記する例、逆に形式と番号に全く関連性のない例も見られる。

## 車両への表記
車両番号は車体正面や側面、また車内などに表記される。表記方法はさまざまで、砂型による砲金の鋳物、鋼板にステンレス鋼などの切り抜き文字をねじ止めしたもの、エッチング加工した金属板に塗料で文字入れしたものなどによるナンバープレート、車体に切り抜き文字をねじ止めしたもの、車体に直接塗料で書きこんだもの、合成樹脂フィルムを貼付したものなどがある。
車両番号に片仮名を含む場合、日本国有鉄道（国鉄） - JR各社では「クモヤ145-1007」のように片仮名も表記するが、四国旅客鉄道（JR四国）の新形式車両や私鉄の多くでは通常、車体に車種片仮名を表記せず数字部分のみとする。なお、京成電鉄（3700形以降正式な形式名は番号のみで区別している）や西武鉄道（6000系以降正式な形式名は番号のみで区別している）の一部旧型車両では片仮名も併記されている。
車番表記の書体は概ね標準的なゴシック体だが、各鉄道営業体に特有の書体を用いる場合もある（阪神電気鉄道、南海電気鉄道、神戸市営地下鉄、名古屋鉄道、東京メトロなど）。細かく見れば、同じゴシック体のようでも各営業体で微妙に異なる。またJR各社も、車種片仮名や数字の書式については旧国鉄時代のものを引き継いできたが、21世紀初頭になって西日本旅客鉄道（JR西日本）（207系以降の新型車両、221系は車内ナンバープレートのみ、87系気動車および35系客車を除く）でのゴナ（および683系・287系・改造諸系列（103・113・201系30/40N更新車含む）などのモリサワ新ゴ）体､東日本旅客鉄道（JR東日本）・近畿日本鉄道（21000系以降の特急形および18200系（「あおぞらII」への更新後」）・30000系（「ビスタEX」への更新後）・7000系（7020系に性能を合わせた更新後）・シリーズ21以降の通勤形など）、北総鉄道の7300形にまで採用されていたヘルベチカなど、新型車両での別書体採用、従来型車両での書体変更も見られるようになった。
九州旅客鉄道（JR九州）の一部車両で見られるゴシック体で文字の周りを1文字ずつ四角で囲む「水戸岡デザイン」のような特殊な例も見られる。
鉄道のナンバープレートは、廃車された蒸気機関車のものなどについてコレクションの対象となっており、プレミアムが付いて取引されたりする。各鉄道事業者が車庫見学会などの折、他の鉄道廃材と並べ即売会を行うこともある。一方でコレクションが昂じて、あまり厳重に管理されていない公園に静態保存されている車両、さらには現役の車両から盗む事件も発生している。
旅客車の番号は車体側面の下部に記されることが多いが、近年普及が進んでいるホームドアに隠れて見えなくなるため、窓上や戸袋部など高いところに記されることが増えた。東急電鉄ではホームドアが普及するより前から、側面の番号は戸袋部に記されている。

### 省令・法律に基づく表記
車両称号は、各車両に必ず表記されることになっている。厳密には現行の省令では「車両には、車両の識別等ができるよう必要な表記をしなければならない」とだけあり、条文上では識別できれば 例えば「人名」のようなものも有効である。ただし、鉄道事業法施行規則の第二十条に基づき、書類上は車種及び記号番号を定める必要がある。
軌道（路面電車）では軌道法第十四条に基づく軌道運転規則の第四十条に基づき、機関車には車両番号の表記を、客車、貨車、内燃動車および電車には車両の記号番号の表記義務がある。

## 具体的車両番号
以下を参照。
- 国鉄：国鉄の車両形式
- JR：JRの車両形式
- 私鉄・地下鉄・第三セクター鉄道等：各鉄道事業者の項目

### 特徴的な例
- 機関車では、運転整備重量を形式の一部として付与する例がみられる。機関車の大きさを把握するのに最適であることから、産業用を中心に私鉄・臨海鉄道用の機関車に採用例が多い。国鉄の機関車としては、B20形蒸気機関車が唯一例である。
- 装備する主電動機の定格出力を形式の区分に用いる例もかつて広くみられた。現在もこの方式を採用している富山地方鉄道の場合、鉄道線・軌道線および電車・機関車の別を問わず、2桁の形式番号の前に2 - 3桁の仏馬力 (PS) 単位による主電動機1基の定格出力を直接付しており、定格出力100 PS（約73.5 kw）以上の電動車は5桁、同100PS未満の電動車は4桁の形式番号となる。
  - 東武鉄道では複雑化した所属車両の形式整理のため1949年（昭和24年）、千位を主電動機出力別、百位を制御器別、十位を車両の形態・用途別とし、動力車は4桁、制御車は3桁、付随車は2桁となる新しい付番規定を定め、1951年（昭和26年）にかけて「大改番」を行った。
  - 地元2社が合併した上田丸子電鉄（後・上田交通、現・上田電鉄）でも1950年（昭和25年）、前年の東武鉄道新規定を参考に十位を車体長別とした類似の付番規定を制定して所属全車両を改番し、1986年（昭和61年）の別所線昇圧まで使用した。
  - 以前の南海電気鉄道でも、電動機出力を車番（形式）に用いていた。
  - 気動車を運用している第三セクター鉄道でも、樽見鉄道・智頭急行・三木鉄道（路線廃止）のように、機関出力を形式称号に取り入れる例がある。
- 東北地方では戦中から戦後にかけて、多くの私鉄で「仙鉄式」と呼ばれる付番方式が採用された。これは陸運監督行政の地方官署でもあった鉄道省仙台鉄道局が太平洋戦争開戦の1941年（昭和16年）12月、軸数や出力、全長などに基づく同鉄道局独自考案の方式で車番整理を行うよう管内の各私鉄事業者に命令したことによるもので、軌間や電化・非電化の別にかかわらず、多くの事業者で1400番台（木造ボギー車）や2400番台（鋼製ボギー車）の同じ形式番号が見られた。
  - 仙鉄式が最後まで残った十和田観光電鉄の場合、自社発注の電車は木造車には1400番台を、鋼製車には2400番から新造順に1000番刻みで付番。譲受車は前所属鉄道会社での形式を使用（一部例外あり）。機関車 (Exyy) は動輪数 (x) ・自重 (yy) で形式を規定し、電車・機関車で末尾を連番としていた。
- 保有車両数が比較的少ない事業者では、異なる形式同士でも番号の下1-2桁が重複しないように付番する例がある。この場合、基本的には末尾1 - 2桁を導入した順に付与していたが、廃車などにより末尾1-2桁に空きができた場合、新たに導入された車両にその空き番号を付ける場合もある。
  - 松本電気鉄道（現・アルピコ交通）では1931年（昭和6年）7月の改番で、鉄道線である島々線（現・上高地線）車両を奇数連番 (1 - 11) 、軌道線である浅間線車両を偶数連番 (2 - 12) とした。のち島々線への車両譲受などで規則性は崩れるが、1958年（昭和33年）から1964年（昭和39年）にかけて木造車の車体更新で投入された上高地線用のモハ10形では動力車に関して形式「10」+「奇数連番」 (101 - 1011) 、制御車に関して「10」+「偶数」（102のみ）の方式を採用した。
  - 営団地下鉄（現・東京メトロ）銀座線では1000形に1001 - 1021、1100形に1122 - 1130、1200形に1231 - 1254、1300形に1355 - 1369、…、の導入順番号を付与した。1700形で下2桁を01に戻して再び導入順に付与していき、2000形までこの方式が続けられた。
次いで営団最初の開業路線の丸ノ内線でも、最初に導入された300形に301 - 330、続く400形に431 - 468、500形に569 - 802の導入順番号を付与し、第一世代車両最後の900形で下2桁を01に戻して再び導入順に付与された。
  - 横浜市営地下鉄ブルーラインでは編成番号を表す2桁目・3桁目の数字が導入順となっている。1000形に101x - 114x（xは号車を表す数字で6両編成各号車に1 - 6の数字が付く）、2000形に215x - 223xの番号が付与され、3000形には324x - 361x、4000形には462x - の番号が付与されている。
  - 神戸市営地下鉄西神・山手線では編成番号を表す下2桁の数字が導入順となっている。1000形は末尾01 - 18、2000形は末尾19 - 22、3000形は末尾23 - 28、6000形は末尾29以降の番号が付与されている（6000形は既存各系列の置き換え用だが、後述の神戸新交通ポートアイランド線とは異なり01に戻って付番されていない）。
  - 福島交通では7000系以前に導入した車両については、車両番号の末尾1-2桁は形式にかかわらず、導入した順に付与していた。モハ1201 - 1211、デハ5012・5013、モハ5114、クハ5215、サハ3016・3017、モハ5318・5319、デハ5020 - 5023という番号になっていた。その後、空き番号になっていた番号を付したデハ3304 - 3306もあった。
  - 神戸新交通ポートアイランド線では、神戸空港への乗り入れに当たって2000型を導入した際には当時存在していた8000型 (01 - 12) の続番で13 - 15が付与された。その後、8000型を置き換える際には01に戻って01 - 12・16・17が付与され（16・17は輸送力増強用）、2016年（平成28年）に導入された輸送力増強用車両には20・21（仕様が大きく変更されたため、18・19が飛ばされた）が付与されている。
  - 大阪モノレールでは、1000系1次車に0x番台（01 - 06）、同2次車に3x番台（31 - 32）、同3次車に2x番台（21 - 25）、2000系に1x番台（11 - 18）、3000系に5x番台（50 - ）を下2桁に付与している。
- 帝都高速度交通営団（現・東京地下鉄）半蔵門線において、8000系では、かつては最終的に01 - 11が8両編成、12 - 22が10両編成で製造し、総計22編成・198両の陣容となる計画があったため09の次は12 - 14が付与された。その後15 - 19が10両編成で製造されたのち[注 6]、計画は変更され、初期車も10両編成化を行うことに伴い、製造された編成は11と10の順に付与され、01 - 09も10両編成化された。
- JR西日本227系電車0番台は、ハイフン以降3両編成が1 - 64で、2両編成が65 - 106で製造されている。
- 系列、車両番号の中で編成両数や号車を表す事例。
  - 東武鉄道の10000系以降の通勤型電車では、千の位に号車の数字が、百の位に両数を表す数字が入る。
  - 西武鉄道の30000系・40000系電車では、千の位に両数を表す数字が入り、百の位に号車の数字が入る。
  - 東京メトロでは百の位で1号車から順に１，２･･･と順番に附番され、最後尾は0が附番される。2000系など短い編成の場合、6 - 9が欠番とされる。東急電鉄でも5000系以降では同様に1号車から順に附番されるが、8両編成や6両編成でも欠番はない（5050系8両編成の場合、最後尾は585xとなる）。
  - 京都市営地下鉄烏丸線では百の位で号車位置を表すが、将来の増結に備え4と5がそれぞれあけられている。
  - 大阪モノレールでは6両編成化を見据え、百の位の3と4をあけて附番されている。
- 複数の路線網を抱える事業者では、線区毎に番号を割り当てることがある。地下鉄で顕著にみられる事例だが、近畿日本鉄道、阪急電鉄、東急電鉄など私鉄でも線区による番号分けを行っている事業者もある。一方で東武鉄道や西武鉄道、南海電気鉄道、東京メトロ有楽町線と副都心線など異なる線区に同一形式を運用する事例もある。JRではE233系が投入線区に合わせて番台区分を行っている事例がある。
  - 営団地下鉄が1984年（昭和59年）から東京メトロ発足直前までに製造した車両は一部を除き「0x系」と最初に0がついていた。形式番号は「0x」の後にハイフンと3桁の数字が入る。
  - 大阪市交通局（現・Osaka Metro）の新20系では、届け出上の形式は4桁だが現車の番号は5桁で、使用する路線の番号 (1 - 5) が千の位に入っている。30000系では届け出上の形式も5桁だが（千の位を「0」として届け出た）、千の位に路線番号を入れるルールは踏襲された。
- 都営地下鉄新宿線と大江戸線、東京臨海高速鉄道りんかい線の車両は「xx-yyy」と、3桁目の前にハイフンが入る。
- 富士急行では3100形から5700形まで（7000形・キハ58形を除く）、形式の上位2桁は導入初年度を採用していた。
- 高松琴平電気鉄道の初期の車両には、形式をn桁、現車の番号は (n-1) 桁として、実質的にそのうちの何桁かのみを使用して車番を表すという例があった（具体的には、形式は1000形で、番号は100、110、120、130…といった具合）。事実上2桁で必要十分な形式番号を4桁にまで拡張した事例である。
- 2024年（令和6年）現在、日本の現役である旅客用車両で最も大きな数字をもつ形式は、近鉄80000系電車と新京成電鉄80000形電車、東武80000系電車である。
- なお2026年からは、東武鉄道で90000系電車が投入される予定であり、日本の旅客用車両で最も大きな数字を持つ形式になることが見込まれる。[3]
- 語呂合わせ（四の字）の点から、特に4000番台の形式・番号が割り振られる車両は少ない。大手私鉄では西武鉄道、小田急電鉄[注 7]、東京急行電鉄、名古屋鉄道、阪急電鉄（電動貨車のみ）でしか採用されず（大手私鉄以外では、営団地下鉄にも（3000系の一部としてだが）4000番台が存在した。近年では横浜市営地下鉄に4000形が登場した）、また中小私鉄では個々の車両番号の末尾の4・9を欠番にしていた例もある[注 8]。40000番台の車両に至っては、西武40000系電車が存在するのみである。
- ニュートラムでは、100系13編成が1993年（平成5年）のニュートラム暴走衝突事故で大破し廃車されたため、2016年（平成28年）に登場した200系では13編成が欠番になっている。
- 大部分の事業者では製造番号を1から振ることが多いが、阪急電鉄（3300系以前の京都線車両は除く）・山陽電気鉄道・能勢電鉄ではトップナンバーを0としている。
- 都営地下鉄浅草線を介して直通運転を行う各社では、京浜急行電鉄（なし、1・2）、京成電鉄 (3・8) 、東京都交通局 (5) 、北総鉄道 (7) 、千葉ニュータウン鉄道 (9) 、のように事業者によって千の位の数字が決まっており、番号の重複を避けている。この他、新京成電鉄（現・京成松戸線）は浅草線への直通運転こそ行われていなかったものの、過去に北総鉄道へ乗り入れたことがあり、2025年3月31日まで京成電鉄に乗り入れていたことから、上記の各社との競合を避けるため8が割り当てられていた。なお、現在新京成電鉄は京成電鉄により吸収合併されたことにより消滅しており、新京成電鉄所属車両は全て京成電鉄に移籍した。[4][5]
  - この他、相互直通相手の車両と番号が重複するのを避けるため、一部の形式をあえて欠番にしている例もある（例として、小田急電鉄には千代田線から乗り入れていた営団6000系電車との重複を避けるため「6000形」が存在しない）。
- 近鉄では細かな仕様変更やモデルチェンジに合わせ、同一系列で下2桁、あるいは下1桁まで細かく区切って形式を分ける例がみられる。例えば5200系では、導入当初のモデルを5200系、補助電源をSIVに変更したモデルを5209系、台車をボルスタレス台車に変更したものを5211系、といった具合に仕様によって派生形式が登場している。特急車においても「サニーカー」の愛称を持つ12400系では、編成両数や外観などの仕様変更に合わせ12410系、12600系と派生形式が誕生している。詳しくは近畿日本鉄道の車両形式を参照。
- 近鉄のVVVFインバータ試作車1420系は導入当初は1250系を名乗っていた。量産車として改めて1250系（2代目）の製造に合わせて1251系となった後、番号重複を避けるため1233系の増備に合わせ1251系は1420系に、2代目1250系は1422系にそれぞれ改番された。

## アラビア数字以外を含む車両形式の例
機関車については各鉄道事業者とも、動力方式・動力軸数を示すアルファベットを冠する例がほとんどである。私鉄の旅客用車両には、動力方式を片仮名で形式名に含む例が多い。デ・モ（電車）、キ・ケ・ジ（ディーゼルカー）など。
- 社名に由来
  - 東日本旅客鉄道（JR東日本）E1系 (Max)、E5系電車、E7系電車、E351系電車、E231系電車など（"East Japan Railway (JR East) "に由来。E351系以後のJR東日本の各新形式車両にみられる）
  - 西日本旅客鉄道（JR西日本）W7系電車 （"West Japan Railway (JR West) "に由来）
  - 北海道旅客鉄道（JR北海道）H5系電車、H100形気動車 （"Hokkaido Railway (JR Hokkaido) "に由来）
  - 信楽高原鐵道SKR-310形、天竜浜名湖鉄道TH2100形、宮福鉄道（のちの北近畿タンゴ鉄道、現在はWILLER TRAINSが借り受けて運用）MF100形・MF200形など（会社名の英文表記の略称に由来。第三セクター鉄道に多い）
  - 伊勢鉄道イセIII型など（会社名の読みに由来）
  - わたらせ渓谷鐵道わ89-310形など（会社名に由来）
  - 青い森鉄道青い森701系など（会社名に由来）
- 京成電鉄AE車・AE100形・AE形（車両の用途であるAirport Expressに由来）
- 新京成電鉄N800形（Newに由来）
- 北条鉄道フラワ2000形（沿線観光地である兵庫県立フラワーセンターに由来）
- 樽見鉄道ハイモ230-310形（ハイスピードモーターカーの略）
- 樽見鉄道うすずみ1形客車（沿線観光地である淡墨桜に由来）
- 札幌市電M100形（親子電車の電動車）
- 札幌市電雪1形など、函館市電排形（除雪電車）
- 智頭急行HOT7000系、HOT3500形など（詳しくは記事参照）
- 東海旅客鉄道（JR東海）/JR西日本/九州旅客鉄道（JR九州）N700系（newやnextに由来）
- 名古屋市交通局N1000形、N3000形（新しいのNEWと名古屋の頭文字のNに由来）
- JR東日本HB-E300系（ハイブリッド（Hybrid）動力形式に由来）
- JR東海HC85系（ハイブリッドカー (Hybrid Car) 動力形式に由来）
- JR九州BEC819系
- JR九州YC1系（「優しくて力持ち (YASASHIKUTE CHIKARAMOCHI) 」の略）
- JR西日本DEC700形（ディーゼルエレクトリックカー (Diesel Electric Car) 動力形式に由来）
- 近畿日本鉄道8A系

### 過去に存在した車両
- 札幌市電A830形など（連接車または連結車、A1200形で再登場）、D1030形など（路面ディーゼル車）、Tc1形（親子電車の付随車）、DSB1形（除雪ディーゼル車）
- 京都市電狭軌1形（車両番号にNを付けた。同番号の標準軌車両が全廃された後は省略）
- 栗原電鉄（のちのくりはら田園鉄道、廃止）の各電車（Mは電動車、Cは制御車）
- のと鉄道NT800形、北海道ちほく高原鉄道CR70形、CR75形（会社名の英文表記の略称に由来）
- 三木鉄道（廃止）ミキ300形[注 9]（会社名の読みに由来）
- 各務原鉄道K1-BE形（各務原（Kagamihara）、ボギー台車 (Boogie)、イングリッシュ・エレクトリック (English Electric）製電装品に由来）
- 美濃電気軌道BD500形、BD505形（ボギー台車 (Boogie)、デッカー (Dick, Kerr) 製電装品に由来）